# Julia Graciela
Graciela Margarita Correa (Buenos Aires, 22 de dezembro de 1961), mais conhecida como Julia Graciela, é uma cantora e compositora argentina.

## Carreira

### Início
Contratada pela gravadora Polygram, a cantora iniciou sua carreira artística em julho de 1980 na TV Bandeirantes, canal 13, se apresentando no programa A Discoteca do Chacrinha com a música "Anúncio de Jornal". Seu primeiro compacto foi bem aceito pelo público brasileiro, tendo vendido somente no Brasil cerca de um milhão de cópias. Com o sucesso de "Anúncio de Jornal" em português, não demorou para que a canção ganhasse sua versão em castelhano.

### Consagração
Em poucos meses, lançou no Brasil mais um compacto, trazendo as faixas "Eu Deixei A Minha Terra" e "Regresse Carinho", ambas compostas por ela e o pai, o produtor Gabino Correa. Este disco quebrou o recorde de vendas do primeiro, tendo sido lançado não somente no Brasil, mas também em Portugal.
Em 1981, lança seu primeiro long play, "Por Amar Demais", nome de uma das músicas daquele disco. O disco, totalmente autoral, traz mais uma vez composições suas e de seu pai. Naquele país, suas canções somam cerca de meio milhão de cópias vendidas.
O sucesso de "Anúncio de Jornal" virou longa-metragem em 1984, rodado na Boca do Lixo paulistana, sob direção de Luiz Gonzaga dos Santos.
Julia teve suas composições gravadas e regravadas por artistas diversos, como a Rainha dos Caminhoneiros, Sula Miranda, que deu uma nova roupagem para o primeiro grande sucesso de Julia e até os dias atuais mantém a canção em seus shows sertanejos.

### Sucesso internacional
A cantora se projetou também fora do Brasil. Em 1983, na Colômbia, chegou a vender mais de 300 mil cópias de seu álbum "La Canción Del Te Quiero". Conquistou grande sucesso no país, como nos festivais da canção na cidade de Guadalajara de Buga, no Vale do Cauca.
Já em 1985, o trabalho de Julia Graciela tinha alcançado Argentina, Paraguai, Chile, Equador, Colômbia e Estados Unidos. Além de português e espanhol, a cantora gravou em alemão.

### Atualidade
Reside no México desde 1991, onde sua música recebeu grande aceitação e reconhecimento nos últimos anos da década de 2000. Incursiona pelo país realizando shows.
Júlia Graciela também lançou no ano de 2006 o disco intitulado "Triste Saudade" pela Videolar. O trabalho foi produzido pelo pai e empresário da cantora, Gabino Correa.

## Discografia
- 1981: Por Amar Demais
- 1982: Júlia Graciela
- 1984: A Voz, Coração Da América
- 1985: Corazón Rebelde
- 1986: Apaixonada
- 1988: Fuerza Dulce

### Singles & EPs
- 1980: Anúncio De Jornal
- 1980: Eu Deixei Minha Terra / Regresse Carinho
- 1980: Aviso Calificado / Amor Adolescente

### Compilações
- 1989: Anúncio De Jornal (Disco De Ouro)
- 2004: A Popularidade De Júlia Graciela